# 鹅车
鵝車又作鵞车，是古代攻城用的战车。
鵝車的前身是洞屋，洞屋也稱洞子，如同一小屋，外面蒙上一層铁皮，底下有四輪，能够有效保护士卒攻城。後來洞屋又與雲梯整合，形如鹅状，也就是鵝車，兼顾防守与攻击。《新唐书·南蛮传中·南诏下》載：“二月，蛮以云梁、鹅车四面攻，士叫謼，鹅车未至，陴者以巨索鉤係，投膏炬，车焚，箱间蛮卒尽死。”《续资治通鉴·宋高宗绍兴三十二年》：“金兵益置大礮十四所，更用鹅车、洞子拥迫城下，矢石乱发，军民死伤甚众。”